# Shuangfeng
Shuangfeng  (en chino, 双峰; pinyin, Shuāngfēng (escuchar)ⓘ) es un condado  bajo la administración directa de la Prefectura Loudi en la Provincia de Hunan, República Popular China.  Su área es de 1593 km² y su población total para 2010 superó los 940 mil habitantes. 

## Administración
Desde octubre de 2022, el  Condado Shuangfeng  se divide en 16 pueblos que se administran en 2 subdistritos,  11 poblados y 3 villas.

## Toponimia
El topónimo Shuangfeng [/shuáng-fəng/] se compone de los sinogramas Shuang (doble), Feng (pico de montaña). Shuangfeng surgió en 1951 tras la división del Condado Xiangxiang (湘乡县) y recibió su nombre de dos montañas que se alzan una frente a la otra.